# ابن ملجم مرادی
عبدالرحمان بن عَمرو بن مُلَجَم مرادی قاتل علی بن ابی‌طالب در سال ۴۰ هجری/۶۶۱ میلادی است.

## تصمیم‌گیری برای قتل علی
در کوفه، عبدالرحمن پیش مردان قبیله‌اش کنده رفت. اما نیت‌اش را بر ملا نکرد، چرا که می‌ترسید در همه جا فاش شود. روزی گروهی از قبیله تیم الرباب را دید که برای ۱۰ تن از کشتگانشان در نهروان عزاداری می‌کردند و در میان آنان زنی زیبا رو به نام قطامه بنت شجنه را دید و دلباخته اش شد و از وی خواستگاری کرد. قطامه پذیرفت به شرطی که مهریه‌اش ۳۰۰۰ درهم، یک کنیز و یک غلام و کشتن علی باشد. وی در جنگ نهروان پدر و برادرش را از دست داده بود و در فکر انتقام‌گیری از علی بود. او نه تنها به عبدالرحمن در انجام این امر پافشاری کرد، بلکه خود نیز کمکش کرد و فردی به نام وردان از قبیله اش را به کمک وی فرستاد. عبدالرحمن نیز از فردی به نام شبیب بن بجره از قبیله بنی اشجع درخواست یاری نمود. شب قبل از واقعه، قطام با این سه تن در مسجد اعظم کوفه دیدار کرد و سینه‌هایشان را با حریر بست. (در منابع، شرح بیشتری بر این کار عجیب ارائه نشده است). این سه تن که شمشیرهایشان را در زهر خوابانیده بودند، کنار در مسجد منتظر ماندند تا علی به منظور اقامه نماز صبح به مسجد وارد گردد. به محض پدیدار شدن علی، شبیب به وی حمله برد و شمشیرش را زد که به بازوی در خورد که فرار کرد و در میان جمعیت گم شد. وردان نیز فرار کرد اما وقتی به خانه رسید، پسرعمویش وی را دید که حریر از سینه باز می‌کرد و به وی ظنین شد و وردان را کشت. تنها ابن ملجم باقی ماند که در حالی که فریاد می‌کشید حکمیت خاص خداست نه تو و یارانت، ضربتی به فرق سر علی زد و می‌خواست فرار کند که ابوادما همدانی وی را به زمین افکند. علی به خانه‌اش بازگشت و ابن ملجم را پیش وی آوردند و او به علی گفت که ۴۰ روز شمشیرش را تیز می‌کرد و از خدا می‌خواست که با آن بدترین مخلوق خدا را بکشد. علی در پاسخ گفت خود ابن ملجم با همین شمشیر کشته خواهد شد و وی را بدترین مخلوق خدا نامید.

## شرح قتل و نام این سه تن خوارج در منابع دیگر
در بلاذری به اشعاری از نجاشی اشاره شده که در آن معاویه را به خاطر تحریک ابن ملجم برای کشتن علی می‌ستاید. در منابع به نسبهای دیگری از عبدالرحمان اشاره شده مانند حمیاری، مرادی، کندی (به واسطه خویشاوندی با قبیله بنی جبله یا بنی حنیفه از کنده)، مصری، تجیبی (تیره‌ای از قبیله مراد) یا تجوبی (تجوب گروهی از قبیله حمیار است که توسط قبیله مراد جذب شد) و سکونی.
نام واقعی برک که مسئول کشتن معاویه بود، حجاج بن عبدالله بن (عبیدالله یا بکر) و از نسبهایش می‌توان به صریمی، مبرد، تمیمی صریمی، نزال بن عامر (بر طبق دینوری) اشاره نمود.
در مورد شخصی هم که مسئول کشتن عمرو عاص بود، در منابع به نامهای عمرو بن بکیر (بر طبق ابن سعد و به جای عمرو بن بکر)، عمر بن بکیر اشاره شده و نسبش سعدی است. برخی منابع وی را ایرانی می‌دانند و او را به نام زادویه یا زاذویه می‌خوانند که غلام بنی عبر بن عمرو بن تمیم بود. دینوری تنها فردی است که این شخص را عبدالله بن مالک صیداوی می‌نامد. مدائنی روایتی دارد که در بین خوارج مشهور است که در آن این سه تن را فرزندان ملجم می‌نامد به نام‌های عبدالرحمن، قیس و یزید که پدرشان ملجم آنان را از این کار بازمی‌داشت اما مادرشان تشویقشان می‌کرد. دانشنامه اسلام این روایت را رد می‌کند.
آنچه از روایات بر می‌آید نشان می‌دهد که در اصل قضیه شباهت‌های بسیاری دارند و تفاوتشان جزئی است که ناشی از راویان مختلف است و نشان می‌دهد که مورخان این قضیه را به‌طور دقیقی مورد بررسی قرار داده‌اند.

## اشعث بن قیس و کشته شدن علی
بسیاری از منابع می‌گویند اشعث بن قیس از نقشه کشتن علی خبر داشته و ابن ملجم شب واقعه را در مسجد اعظم در حال مشاوره با وی به سر می‌برده است. در هنگام سحر، اشعث به ابن ملجم علامتی نشان داد که حجر بن عدی آن را شنید و از آن توطئه‌ای حس کرد و قصد داشت به علی اطلاع دهد، اما دیر رسید. اشعث به ابن ملجم رسیدن سحر را خبر داد که منابع شیعی آن را نشانه‌ای از تشویق وی برای کشتن علی می‌دانند. روایاتی دیگر می‌گویند که اشعث در خانه‌اش با ابن ملجم گفتگو کرده نه مسجد و حجر بعد از کشته شدن علی به اشعث می‌گفت که در اصل تو قاتل علی بودی. بر طبق یعقوبی، ابن ملجم یک ماه در خانه اشعث بود و شمشیرش را تیز می‌کرد. مسعودی روایتی متفاوت با دیگر منابع دارد که حاکی از آن است که وقتی اشعث از نقشه ابن ملجم آگاه شد، وی را سرزنش نمود. ابن مبرد نیز می‌گوید که اشعث نقشه کشتن را به علی اطلاع داد اما علی در پاسخ گفت که ابن ملجم هنوز وی را نکشته است و بنابراین نمی‌تواند وی را بکشد؛ بنابراین روایات از اشعث تصاویری مختلف از یک توطئه چی قتل علی تا یک یار وفادار به او، ارائه می‌دهند.

## سرنوشت هم پیمانانش
در منابع روز ضربت خوردن علی ۱۷، ۱۹ و ۲۱ رمضان گزارش شده است. اما شیخ مفید روز ۱۹ را صحیح تر می‌داند و ابن ابی الحدید نیز می‌نویسد چون این سه تن کارشان را عبادت می‌دانستند بنابراین آن را در شب قدر ۱۹ رمضان قرار دادند تا ثواب بیشتری برده باشند. روز مرگ علی هم در منابع از ۱۱ تا ۲۱ رمضان گزارش شده و مدت تحمل ضربت را دو یا سه روز دانسته‌اند.
مسعودی و ابن کثیر نام همپیمان ابن ملجم شبیب را شبیب بن نجده (به جای بجره) و نسبش را اشجع هروری می‌دانند. بلاذری معتقد است که شبیب توانست به علی ضربت بزند، اما دانشنامه اسلام این را رد می‌کند. شبیب بعدها توسط مغیره بن شعبه به جرم فتنه انگیزی در ناحیه کوفه و ارعاب مردم و پرسیدن نظر مذهبی آنان در مورد ازرقیان، بازداشت و کشته شد.
برخی منابع نام پدر وردان را مجالد دانسته و برخی دیگر نام وردان را مجاشع بن وردان می‌دانند. این در حالی است که دینوری حتی نامی از شبیب و وردان نمی‌برد. بلاذری روایتی نقل می‌کند که به جای وردان کسی دیگر را نام می‌برد با این شباهت که پسر عمویش او را می‌کشد. برخی منابع مانند منابع شیعی می‌گویند این شبیب بود که به خانه بازگشت و توسط پسرعمو یا برادرش کشته شد و وردان فرار کرد.
در منابع در مورد شخصی که ابن ملجم را دستگیر کرد، روایات گوناگونی آمده است. بر طبق مبرد، مغیره بن نوفل بن حارث بن عبدالمطلب (نه حدرموته ابو ادما) و بر طبق یعقوبی، قثام بن عباس، ابن ملجم را دستگیر کردند. ابن ملجم پس از دستگیری فریاد زد: علی، به سگانت بگو که من را ول کنند.

### در شام و مصر
از میان این دو تن، تنها برک موفق شد به معاویه فقط آسیب برساند و دیگری هم شخص دیگری (یکی از صاحب منصبان دستگاه عمرو عاص) را به جای عمرو عاص کشت. دانشنامهٔ اسلام به نظری از کائتانی اشاره می‌کند که وی چنین می‌اندیشد که این ماجرای تصمیم سه‌نفره، داستانی ساختگی است که به وسیلهٔ آن از این عقیده که علی در چشم مردم آن زمان، بدترین زمامدار است جلوگیری شود و معاویه و عمروعاص نیز شایستهٔ مرگ تلقی گردند و این ماجراها را که در زمان‌های مختلف رخ داده را با هم یکجا مربوط کرده‌اند.
دانشنامهٔ اسلام نیز در این زمینه بر این باور است که طراحان نقشهٔ کشتن علی و معاویه و عمرو، گروهی متعصب بوده‌اند که منابع نسبت به آنان رویکردی تحقیرآمیز داشته‌اند و این منابع شأن علی را ستوده‌اند و آنان را نیز در نقشهٔ قتل معاویه و عمرو دخیل دانسته‌اند و این نقشه قتل سه‌نفره بی‌حکمت نبوده و آنان به این دلیل تصمیم گرفته‌اند که سه نفر را هم‌زمان بکشند که اگر یکی یا دو تا از علی و معاویه و عمرو باقی می‌ماند، زمینه برای یکه‌تازی آن شخص فراهم می‌شد که این امر برای معاویه محقق گردید.

## نحوه مجازات ابن ملجم مرادی
علی در اجرای شرع اسلامی سخت‌گیر بود و در مورد قصاص قاتلش نیز منابع تقریباً حاکی از آن هستند که وی به فرزندانش وصیت کرد که فقط یک ضربت به ابن ملجم وارد کرده و از زیاده روی در مجازات وی خودداری شود.
برخی منابع می‌نویسند که علی فرمان داد صبر شود تا اثر ضربت بر وی معلوم شود، اگر زنده ماند خود در مورد وی تصمیم می‌گیرد. شیخ مفید روایت می‌کند که علی گفت، این قاتل همانند قاتل محمد پیامبر اسلام است و باید کشته و جسدش سوزانده شود.
برخی روایات حاکی از آنند که علی به حسن و هاشمیان توصیه کرد که به بهانه خون‌خواهی از وی، خون مسلمانان را نریزند و قاتلش باید دقیقاً به همان صورتی که علی کشته شد کشته شود.
روایتی از مبرد حاکی از آن است که علی وی را به کل بخشید.
روایت دیگر می‌گویند علی فرمان داد که به ابن ملجم غذا و محل استراحت مناسب داده شود و اگر علی بمیرد، ابن ملجم را به وی ملحق کنند تا در آن دنیا خدا بین وی و علی قضاوت کند.
ام کلثوم دختر علی با ابن ملجم مشاجره کرد و او را به خاطر اینکه خلیفه مسلمانان را کشته، سرزنش نمود. ابن ملجم در پاسخ گفت که او تنها پدر توست نه خلیفه. ابن ملجم زندانی شد. مردم او را سرزنش می‌کردند و به او صدمه بدنی وارد می‌کردند. اما وی عکس العملی نشان نمی‌داد. برخی منابع می‌گویند وی در پاسخ شعرهایی حاکی از افتخار کردن به جدا شدن از علی و کشتنش می‌خواند.
بعض روایات در مورد چگونگی کشته شدن ابن ملجم این‌گونه است که ابن ملجم به حسن پیشنهاد داد که وی را آزاد کند تا اگر رفیقش برک نتوانسته معاویه را بکشد، خود او این کار را انجام دهد و بعد از انجام کار نزد حسن برگردد تا وی در مورد ابن ملجم تصمیم بگیرد اما حسن نپذیرفت و او را با یک ضربت کشت؛ و این ضربت هم از روی قصاص صورت گرفت.

## اشعار موجود در این زمینه
اشعاری در این زمینه موجود است که سرایندگان نامعلومی دارد که گاه به ابن ملجم و گاه به شاعران معروف منتسب می‌شود. شعرهای مختلف و با رویکردهای مختلفی در منابع آمده است. مانند اشعار دو تن از خوارج به نامهای ابن ابی میاس و عمران بن حطان که اولی در شعرش کشتن علی و مهریه قطام را ستایش می‌کند. دانشنامه اسلام معتقد است شعر عمران بن حطان که موضوعش ستایش عمل ابن ملجم بوده، توسط شاعران دیگر دست کاری شده و از تمجید به سرزنش و لعنت ابن ملجم تبدیل شده است. شعری بلند از بکر بن حصاد باهری (یا بکر بن حماد قاهری) نیز در نکوهش ابن ملجم سروده شده است.

## ارجاعات
1. 1 2 3 4 5 6 7 8 9 10 11 12 13 14 15 16 17 18 19 20 21  Veccia Vaglieri, “Ibn Muld̲j̲am”, 3:‎ 887–90.